# Viktor Knapp
Viktor Knapp (18. prosince 1913 Praha – 29. června 1996) byl jeden z nejvýznamnějších českých právníků druhé poloviny 20. století, československý politik Komunistické strany Československa a poúnorový poslanec Národního shromáždění ČSSR a Sněmovny lidu Federálního shromáždění.

## Život

### Studium a profesní činnost
Knapp vystudoval smíchovské reálné gymnázium. V letech 1932–1936 vystudoval Právnickou fakultu UK, v letech 1936–1939 a 1945–1949 vystudoval při zaměstnání sociologii a historii na Filozofické fakultě UK. Dosáhl titulů prof. JUDr. PhDr. dr. h. c. mult. Viktor Knapp, DrSc., a byl rovněž akademikem.
Před válkou pracoval v nakladatelství Sfinx a v Literárních novinách. V letech 1937–1939 byl na vojně, kde zažil příhody švejkovského formátu, a to i za mobilizace. Jako Žid ve smíšeném manželství s tzv. Árijkou pracoval během okupace nejdříve jako advokátní koncipient u svého tchána JUDr. Jaroslava Langera, od 28. 6. 1943 do konce války jako právní úředník židovské rady starších v Praze. Po skončení války se aktivně účastnil správy majetku obětí nacistické perzekuce, vstoupil do komunistické strany, od října 1946 se stal zaměstnancem osídlovacího úřadu a od prosince 1947 vedoucím úředníkem osídlovacího úřadu.
V letech 1948–1954 (především tedy během výkonu funkce Klementa Gottwalda) byl vedoucím politického odboru Kanceláře presidenta republiky. V této funkci se také účastnil procesu s Miladou Horákovou a ze druhého dne procesu podal hlášení, ve kterém uvedl, že ze strany soudce byl trestní řád procesní dodržován.
Od roku 1948 byl docentem správního práva na Vysoké škole politické a sociální, od roku 1951 byl profesorem občanského práva na Právnické fakultě Univerzity Karlovy, kde pak působil až do 90. let, kdy odešel na plzeňskou právnickou fakultu. Od roku 1952 byl členem korespondentem nově vytvořené Československé akademie věd (ČSAV), později ředitelem Ústavu státu a práva ČSAV. Od roku 1962 byl řádným členem ČSAV. V 50. a 60. letech byl rovněž československým delegátem v UNESCO.
V letech 1948–1950 byl za právnické dvouletky členem rekodifikační komise pro občanské právo, předsedou subkomise pro práva věcná. Podílel se na občanském zákoníku z roku 1950.[zdroj?] Za nové rekodifikace v letech 1960–1965 byl od práce odstaven, takže na podobě občanského zákoníku z roku 1964 nemá žádný podíl. V roce 1966 byl hostujím profesorem na Sorbonně; přednášel též ve Štrasburku, Montpellier, Aix-en-Provence, v Nancy a v Toulouse.
Jeho autorita byla podobná jako kdysi Antonína Randy.[zdroj?] Kromě řady monografií, učebnic a článků je hlavním autorem středního občanského zákoníku z roku 1950 a velké novely občanského zákoníku z roku 1991.

### Politická činnost
Ve volbách roku 1964 byl zvolen za KSČ do Národního shromáždění ČSSR za Severomoravský kraj. V Národním shromáždění zasedal až do konce volebního období parlamentu v roce 1968. K roku 1968 se profesně uvádí jako ředitel Ústavu státu a práva ČSAV z obvodu Krnov. Jako předseda ústavněprávního výboru byl zpravodajem návrhu ústavního zákona o československé federaci. Na podzim 1968 se podílel na finalizování podoby československé federace. Odmítl například snahu Slovenské národní rady o změnu názvu státu na Československá socialistická federativní republika. Zároveň konstatoval, že navrhovaná úprava česko-slovenských státoprávních vztahů v sobě nese riziko vývoje ke konfederaci a rozvolňování svazku, nebo naopak k centralizaci a vyprázdnění obsahu federace. Odmítl rovněž tlak slovenské reprezentace, aby pro zákonný proces byla klíčová rozhodnutí národních parlamentů (ČNR a SNR), protože v takovém případě by podle něj ztrácel celostátní zákonodárný sbor smysl.
Po federalizaci Československa usedl roku 1969 do Sněmovny lidu Federálního shromáždění (volební obvod Kojetín), kde setrval do července 1971, kdy rezignoval na poslanecký mandát. Za normalizace byl odstaven.

### Rodina
Jeho manželka prof. JUDr. Marta Knappová, DrSc. (26. listopadu 1925 – 1. prosince 2008) byla také právničkou, profesorkou občanského práva.
Jeho syna Viktora zmiňuje ve svých denících jako svého spolužáka na FAMU Pavel Juráček např. i v souvislosti s Věrou Chytilovou.

## Některá díla
- Seznam děl v Souborném katalogu ČR, jejichž autorem nebo tématem je Viktor Knapp
- Problém nacistické právní filosofie. Praha 1947; reprint 2002, ISBN 80-86473-21-X
- et al.: Učebnice občanského a rodinného práva I – III. Orbis, Praha 1953–1954
- O možnosti použití kybernetických metod v právu. Praha 1963
- Odporovatelnost. In Právo a zákonnost 7/1992, p. 377 sq.
- O převodu vlastnictví smlouvou, In Ad notam 3/1995, str. 49
- Poznámky o fideikomisární substituci, In Ad notam 5/1995, str. 110
- Kdo co vymyslel aneb Posuny času (Do diskuse o koncepci občanského zákoníku). In Právní rozhledy 3/1996, pp. 111–112
- et al: Občanské právo hmotné 1 – 2. Codex, Praha 1995; 2. vydání ASPI, Praha 2002, ISBN 978-80-7357-466-6
- Teorie práva. C. H. Beck, Praha 1995, ISBN 80-7179-028-1
- Velké právní systémy. Úvod do srovnávací právní vědy. C. H. Beck, Praha 1996, ISBN 80-7179-089-3

### Ukázka z díla
| „                                                          | Člověk se rodí ve společnosti, v níž existuje právo, a v ní i umírá. V ní prožívá celý svůj individuální (ontogenetický) vývoj. Právo z člověka dělá „občana“ a tím vlastně rozdvojuje jeho osobnost. Zároveň se ale právo na celém světě a odedávna vyhýbá pojmu „člověk“. Tak např. i naše Listina základních práv a svobod sice v preambuli mluví o přirozených právech člověka a odlišuje je tam od práv občana a v čl. 1 používá termín „lidé“, ale pak se z ní „člověk“ ztrácí a je zahalen výrazem „každý“, „všichni“ atd. Podobně je tomu i v právu jiných států. Je těžko vysvětlitelné, proč tomu tak je. Vždyť přece právo na nikoho jiného, než na člověka, působit nemůže a pro nikoho jiného, než pro člověka, nemůže platit. | “ |
| — Knapp, V.: Teorie práva. C. H. Beck, Praha 1995, str. 13 | |   |